# МЕРА (ракета)
Мера — российская неуправляемая двухступенчатая твердотопливная метеорологическая ракета класса «DART» с пассивной подкалиберной головной частью и отделяемым на малой высоте подъема стартовым ускорителем. Максимальная высота подъёма полезной нагрузки до 110 километров.

## История создания
С 2008 года ЦАО совместно с тульским конструкторским бюро приборостроения (КБП) создаёт метеорологический ракетный комплекс нового поколения «Мера».
Ракетный комплекс относится к классу «DART». Пуск ракеты производится под углом 85° к горизонту и далее она совершает баллистический неуправляемый полет. Время работы ракетного двигателя составляет 2,5 секунды и он доводит скорость головной части до скорости 5М (в числах Маха) в момент её отделения. Высоты 100 км головная часть типа «DART» достигает за 150 секунд и затем опускается на парашюте на удалении около 35 км от точки пуска в безветренную погоду.
Стартовый вес ракеты 67 кг. В состав головной части входит блок научной аппаратуры с телеметрической аппаратурой, парашют и система его выброса. Блок научной аппаратуры изготовлен в виде цилиндра длиной 400 мм с диаметром 54 мм и массой в пределах 2-3 кг. Для определения координат головной части будет использоваться российская система ГЛОНАСС. Передачу данных на наземный приемный пункт обеспечит 25 канальная телеметрическая. Во время спуска блока научной аппаратуры будут измеряться:
- температура;
- давление;
- ветер;
- электронная концентрация.

Мобильный метеорологический ракетный комплекс «Мера» будет использоваться в национальных и международных программах.
Новые стационарные и мобильные ракетные метеорологические комплексы предназначены для решения следующих задач:
- проведение подспутниковых экспериментов для подтверждения данных спутниковых измерений;
- проверка данных наземных дистанционных измерений;
- проверка данных численных прогностических моделей;
- получение количественных характеристик термодинамических и циркуляционных параметров атмосферы, особенно в периоды искусственных воздействий на неё;
- получение прямых данных о строении и процессах в нижней ионосфере;
- уточнение трендов термодинамических параметров в средней атмосфере с целью контроля климатических изменений;
- разработка новых версий отраслевых, отечественных и международных справочных и стандартных атмосфер;
- метеорологическое обеспечение испытаний и эксплуатации авиационно-космической техники нового поколения, в том числе возвращаемых космических аппаратов.